# Miguel Ángel García Domínguez (jurista)
Miguel Ángel García Domínguez (San Miguel de Allende, Guanajuato, 20 de diciembre de 1931-Mallorca, España, 27 de junio de 2014) fue un jurista y político mexicano, que fue ministro de la Suprema Corte de Justicia de la Nación y diputado federal.

## Biografía
Llevó a cabo sus estudios básicos en su ciudad natal y la preparatoria en la Universidad de Guanajuato. Fue licenciado en Derecho con especialidad en Derecho fiscal, y maestro y doctor en Finanzas Públicas, los tres grados en la Facultad de Derecho de la Universidad Nacional Autónoma de México (UNAM). 
Ejerció como abogado postulante gran parte de su carrera profesional, de 1962 a 1970 fue director jurídico de la Confederación Nacional de e
Escuelas Particulares. Tuvo una amplia carrera como docente; ejerciendo como tal de 1970 a 1973 en la Facultad de Derecho de la UNAM, de 1973 a 1976 en la de la Universidad de Guanajuato y de 1977 a 1983 nuevamente en la UNAM. De 1978 a 1983 lo fue en la Procuraduría Fiscal de la Federación, de 1981 a 1985 en el Instituto Nacional de Administración Pública (INAP), en 1982 en el Instituto Nacional de Ciencias Penales y de 1982 a 1984 fue director del seminario de Derecho Fiscal de la Facultad de Derecho de la UNAM. De 1996 a 2000 fue dcente en el Instituto de Capacitación del Poder Judicial de Guanajuato.
Entre 1976 y 1984 fue el primer subprocurador de la Procuraduría Fiscal de la Federación, de 1984 a 1985 fue Procurador General de Justicia de Guanajuato por nombramiento del gobernador Agustín Téllez Cruces, de 1985 a 1998 fue subprocurador de Averiguaciones Previas de la Procuraduría General de Justicia del Distrito Federal (PGJDF) siendo su titular Renato Sales Gasque, y de 1988 a 1989 subprocurador y fiscal especial de la misma PGJDF ahora bajo el procurador Ignacio Morales Lechuga. En 1989 fue nombrado asesor del presidente Carlos Salinas de Gortari.
En 1990 el mismo Salinas lo propuso al Senado como ministro de la Suprema Corte de Justicia de la Nación, siendo aprobado y rindiendo protesta del cargo el 21 de junio de ese año; permaneció en el hasta cesar por jubilación el 1 de enero de 1995, cuando entró en vigor la reforma constitucional promovida por el presidente Ernesto Zedillo que limitaba los ministros de la Corte de 26 a 11.
Tras esto, fue nombrado presidente del Supremo Tribunal de Justicia de Guanajuato de 1995 a 2000. En 2002 fue uno de los juristas considerados para la titularidad de la Fiscalía Especial para Movimientos Sociales y Políticos del Pasado. El mismo 2002 se afilió al Partido de la Revolución Democrática (PRD), que en 2003 lo postuló como candidato a diputado federal por el Distrito 2 del Distrito Federal. Resultó elegido a la LIX Legislatura de ese año a 2006 y en la que fue secretario de la comisión de Justicia y Derechos Humanos; e integrante de las comisiones de Puntos Constitucionales; de Gobernación; y, de la subcomisión de Examen Previo.
Falleció en Mallorca, España, el 27 de junio de 2014. Fue abuelo de los diputados federales Luis Alberto Villarreal García y Ricardo Villarreal García.